# Cassiano Branco
Cassiano Viriato Branco (* 13. August 1897 in S. José, Lissabon; † 24. April 1970 in Lissabon) war ein portugiesischer Architekt.

## Bauten

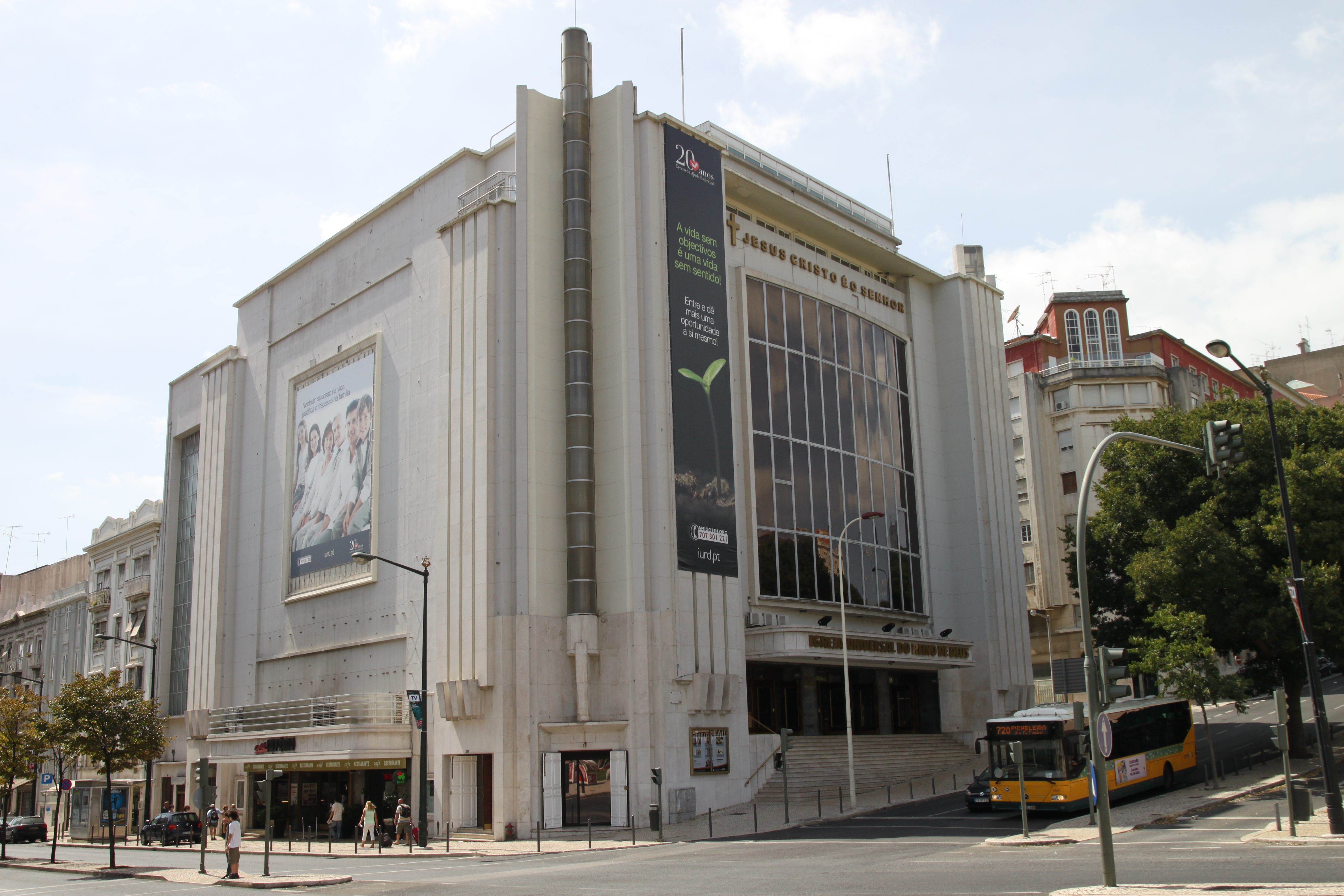
Das Cinema Império in Lissabon

- 1927: Câmara Municipal da Sertã, Sertã
- 1932: Teatro Éden, Lissabon
- 1934: Hotel Vitória, Av. da Liberdade 168, Lissabon
- 1938: Grande Hotel de Luso, Luso
- 1939: Coliseu do Porto, Porto
- 1948: Cinema Império, Lissabon
- 1961: Portugal dos Pequenitos, Coimbra